# Rockdale (Nueva York)
Rockdale es un área no incorporada (o conocidas como aldea) ubicada en el condado de Chenango en el estado estadounidense de Nueva York. Rockdale se encuentra ubicada dentro del pueblo de Guilford.

## Geografía
Rockdale se encuentra ubicada en las coordenadas 42°21′41″N 75°24′28″O / 42.36139, -75.40778.